# شهرستان سنبورن (داکوتای جنوبی)
شهرستان سنبورن، داکوتای جنوبی (به انگلیسی: Sanborn County, South Dakota) یک سکونتگاه مسکونی در ایالات متحده آمریکا است که در داکوتای جنوبی واقع شده‌است.

## خصوصیات
شهرستان سنبورن ۱٬۴۷۷ کیلومترمربع مساحت دارد.